# NGC 7130
NGC 7130 (również IC 5135 lub PGC 67387) – galaktyka spiralna (Sa), znajdująca się w gwiazdozbiorze Ryby Południowej. Odkrył ją John Herschel 25 września 1834 roku. Jest to galaktyka z aktywnym jądrem.
W galaktyce tej zaobserwowano supernową SN 2010bt.